# 크리스천 마이어

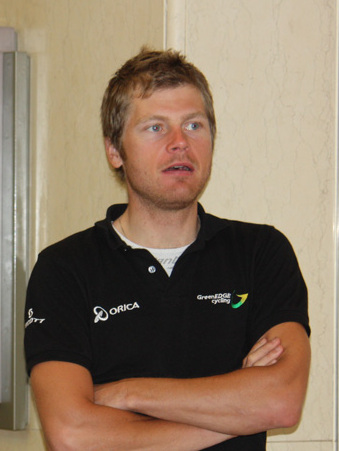
크리스천 마이어

크리스천 마이어(Christian Meier, 1985년 2월 21일 ~ )는 캐나다의 사이클 선수이다.